# 明曆大火

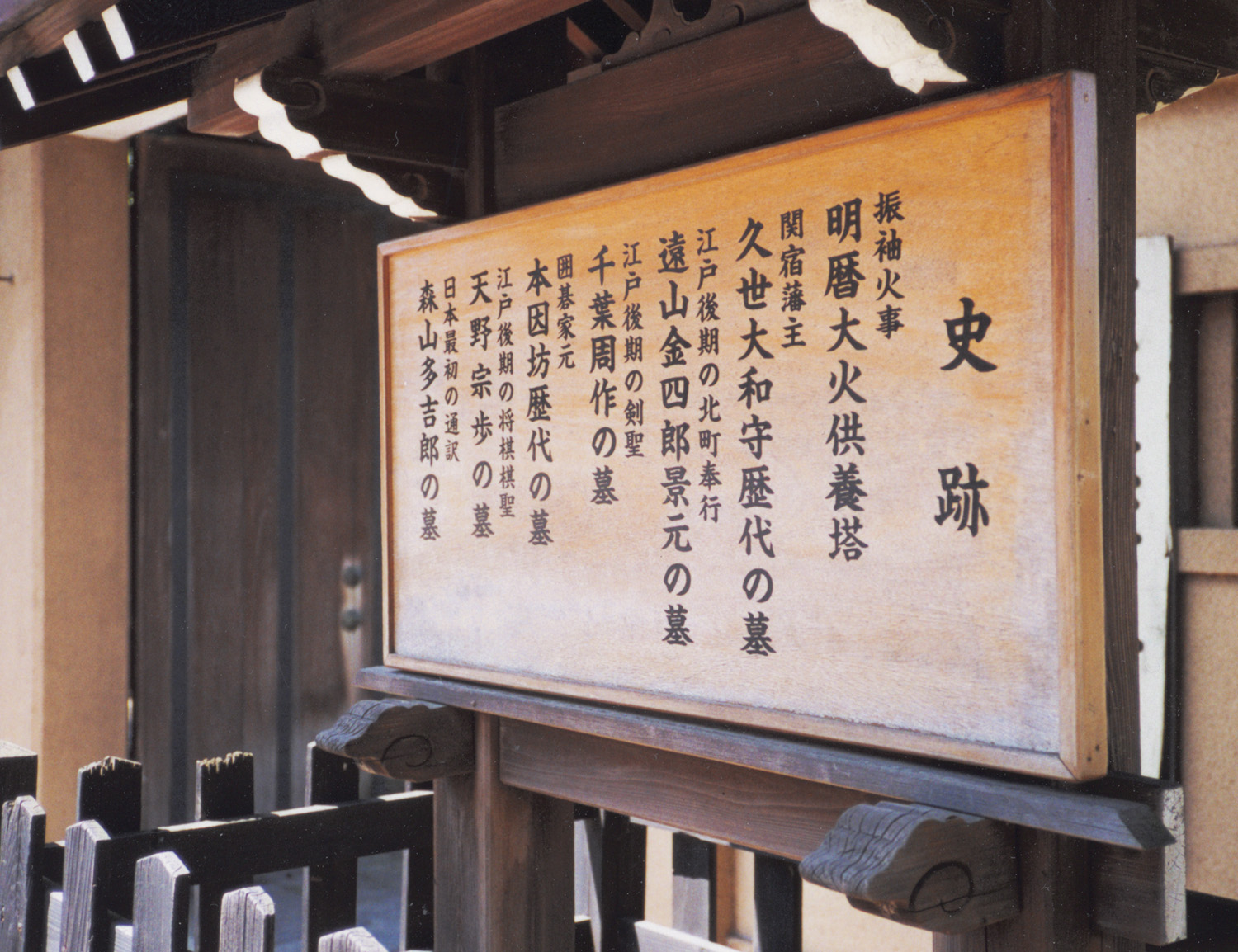
明曆大火的紀念碑

明曆大火（日语：／ Meireki no taika），又名振袖大火（／ Furisode kaji），是日本明曆三年正月十八（1657年3月2日）到正月二十（3月4日）之間發生在江戶（今東京）的大規模火災，是日本史上僅次於東京大空襲、關東大地震外最慘重的災變，同時與倫敦大火、羅馬大火並稱世界三大火災。

## 經過
江戶發生大火，火勢從本乡丸山的本妙寺燃燒。當時本妙寺正在舉行葬禮，死者是本鄉元町麴屋吉兵衛的女兒，一名年僅16歲的少女因重病身亡，火化時身着紫色的振袖。此時恰好風勢太大，火势顺着风势从本妙寺的前庭烧了起来，之後大火蔓延到了江户城的本丸、二之丸、三之丸等處，一發不可收拾，因此稱為“振袖大火”。
這場大火在短短兩天之內將江戶的三分之二化為灰燼，十九日下午2點火勢終於撲滅，但500多家大名宅邸、700多家旗本宅邸、不計其數的武士宅邸、300多座寺廟、400多個市鎮已经被烧掉。江戶城的西之丸、天守閣、本丸御殿全部都被燒毀，死亡人數高達10萬7千人以上，延燒面積達2574公頃。但是這場大火之後也促成了都市更新計畫，包括防災措施，開闢防火巷、廣小路。至於吉原遊廓則遷移到淺草寺後面的農田地區，面積較原來多出五成、超過2萬坪。本丸御殿、二之丸、三之丸的櫓、門分別進行重建。由於重建計劃工程浩大，有大量的人力投入，江戶城鎮內開始出現一些食堂，提供「一飯、一湯、一泡菜」的便飯，後來日本第一家平民餐廳「奈良茶飯屋」在淺草開幕，提供整套飯菜。這些飲食習慣則延襲至今。

## 火災原因
火災原因除了上述的本妙寺失火說之外，還有另一種說法是火災是從本妙寺旁的老中阿部忠秋家所開始，原因是阿部家的侍女不小心打翻了家裡的蠟燭。但因為這場大火損失慘重，所以幕府不敢公佈真正禍首為幕臣家所引起，唯恐有損幕府威嚴，因而與本妙寺串通，編造及散佈了上述說法，由本妙寺幫忙揹黑鍋。此外還有浪人放火說、幕府放火說等諸說。
有一說為1654年春季，某位上野的紙商帶著家眷賞花，而紙商的女兒在櫻花樹下對一個侍童一見鍾情，回家後念念不忘，於是訂做了一件質料、顏色與侍童身上衣服一模一樣的紫縐綢（縮緬）振袖，在將振袖掛於衣架上，每天向神佛祈求能再見他一面。遺憾心願未了，少女於隔年正月十六去世，終年十七歲。出殯時，父母為了讓女兒瞑目，還將此振袖披在棺材上。

## 另見
- 江戶火災
  - 明和大火
  - 文化大火